# Liomer
Liomer (picardisch: Iomèr) ist eine französische Gemeinde mit 385 Einwohnern (Stand 1. Januar 2022) im Département Somme in der Region Hauts-de-France. Sie gehört zum Arrondissement Amiens und zum Kanton Poix-de-Picardie.

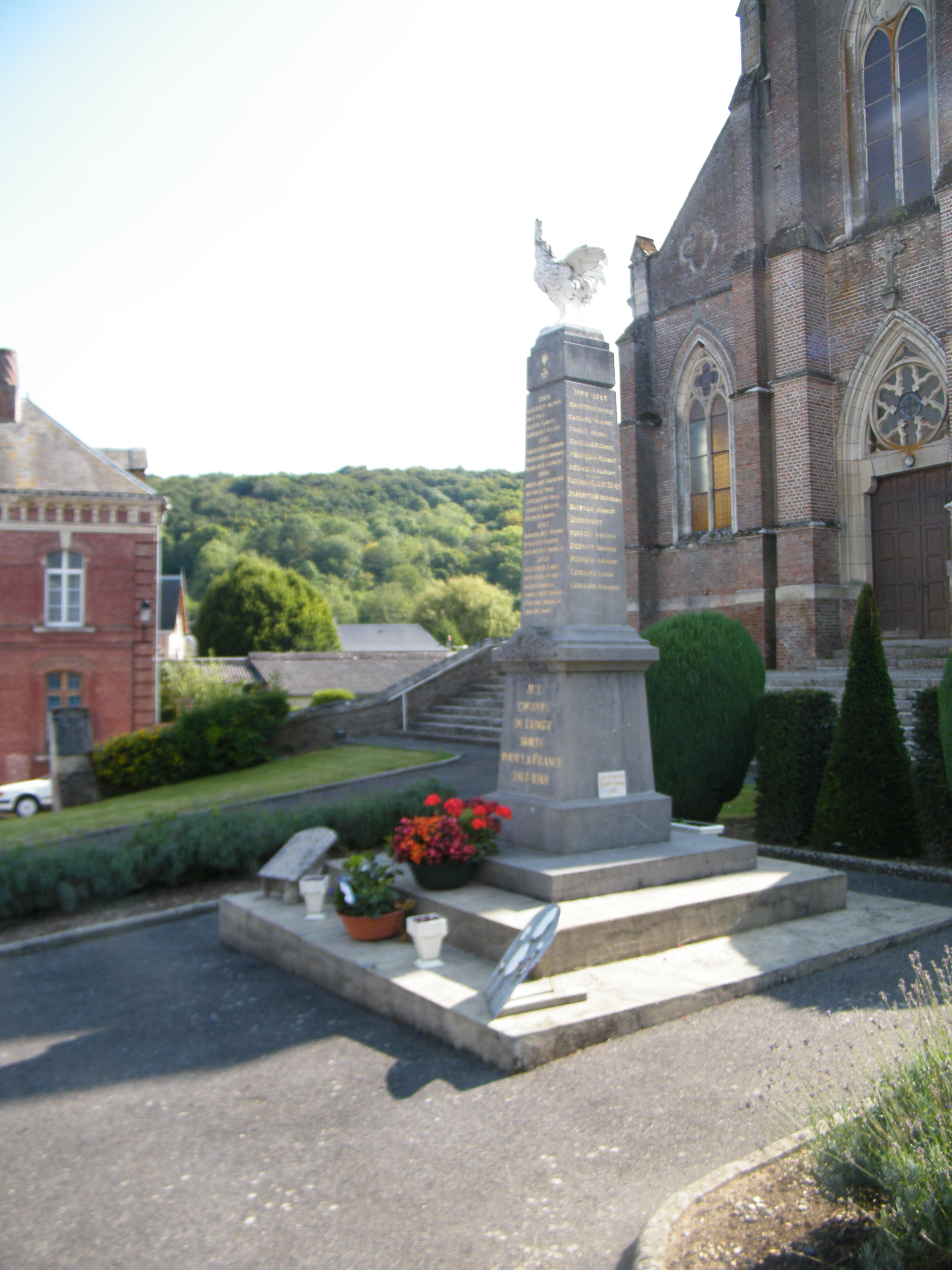
Gallischer Hahn

## Geographie
Die mit der Nachbargemeinde Brocourt zusammengewachsene Gemeinde liegt am Liger, einem rechten Zufluss der Bresle, 24 Kilometer südlich von Abbeville. Zu Liomer gehört der Wald Bois de Liomer im Südwesten, außerdem die Mühle Moulin de Liomer westlich des Orts.

## Einwohner
| 1962 | 1968 | 1975 | 1982 | 1990 | 1999 | 2006 | 2011 |
| ---- | ---- | ---- | ---- | ---- | ---- | ---- | ---- |
| 336  | 372  | 525  | 490  | 360  | 370  | 343  | 409  |

## Sehenswürdigkeiten
- Kirche Saint-Pierre